# Galleria paravalanghe

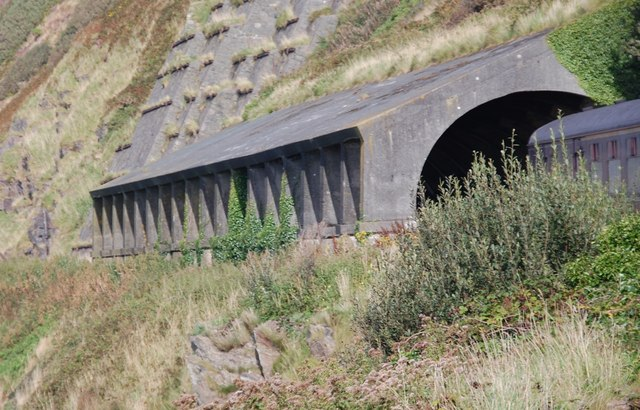
Galleria ferroviaria paravalanghe a Friog, nel Galles del nord

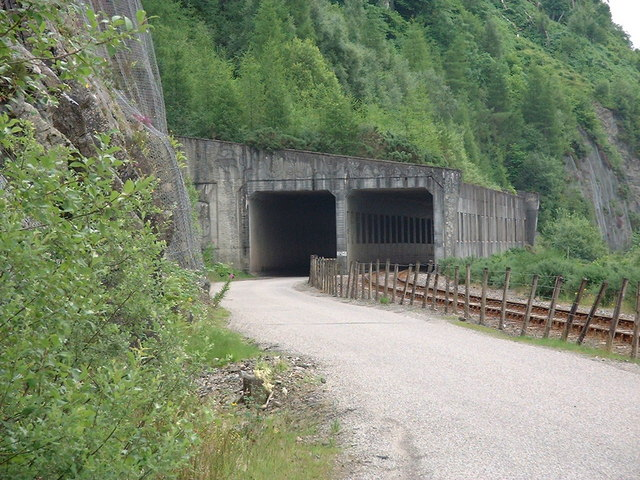
Doppia galleria di protezione strada-ferrovia, situata sulla strada per andare a Kyle of Lochalsh, in Scozia

La definizione galleria paravalanghe indica un tipo di galleria che ha lo scopo di proteggere, mediante copertura artificiale, tratti di strada o ferrovia dalla caduta di valanghe e frane.
La galleria viene costruita nelle aree a forte rischio di caduta di valanghe o frane e consiste di una costruzione artificiale il più delle volte aperta lateralmente la cui volta viene realizzata mediante gettate di calcestruzzo su serie di pilastri o archi realizzati a fianco della via sui tratti più esposti. Può anche essere costituita da strutture in acciaio coperte di travi ma questa soluzione si preferisce in caso di brevi sezioni. La copertura spesso viene realizzata con una inclinazione verso l'esterno atta a fare scivolare via l'eventuale materiale di caduta. La paravalanghe sono realizzate nelle aree montane attraversate da vie di comunicazione. Spesso precedono l'imbocco delle gallerie vere e proprie.